# Berekening dag van de week
De dag van de week kan berekend worden door middel van een algoritme. Zo kan men onder meer een datum in het verleden of in de toekomst relateren aan een persoonlijk of maatschappelijk weekpatroon zoals die van vrije tijd, openingstijden en dienstregelingen.

## Introductie
De basis van bijna alle algoritmes om de dag van de week te berekenen is:
1. Opzoeken of berekenen op welke dag een bepaalde eeuw is begonnen.
2. Opzoeken of berekenen hoeveel dagen na het begin van een eeuw een jaar in deze eeuw is begonnen.
3. Opzoeken of berekenen hoeveel dagen na het begin van het jaar een maand in dit jaar is begonnen.
4. Optellen van de dag van de maand, namelijk de dagen sinds de maand is begonnen.
5. Elke dag van de week krijgt een nummer van 0 tot 6, zodat dan door het toepassen van modulo 7 (mod) de dag van de week bepaald kan worden.

Modulo betekent de rest na deling van een deeltal door een deler. In het geval van modulo 7 kan 7 of 14 of 21 enzovoort als 0 worden gezien, 8 of 15 of 22 als 1, 9 als 2, 18 als 4 enzovoort.
Stel dat dag 0 zondag is, dan is de volgende zondag (dag 7) en de daarop volgende zondag (dag 14) ook 0 (nul). Donderdag krijgt dan het getal 4.
Bij iedere methode is er de complicatie van de schrikkeldagen, die niet aan het eind van het jaar zijn, waardoor een berekening voor het jaar (onafhankelijk van de dag van het jaar) en die voor de dag van het jaar (onafhankelijk van het jaar) niet volstaan. Mogelijke remedies zijn:
- bereken een "jaargetal" dat bij een schrikkeljaar ervan afhangt of het gaat om een dag vóór 1 maart
- bereken een "daggetal" dat ervan afhangt of het een schrikkeljaar is
- pas bij een schrikkeljaar een correctie toe bij een dag vóór 1 maart
- reken met jaren van maart t/m februari

## Berekening
Achtereenvolgens tellen we op:
1) De dag van de maand.
2) Het maandgetal uit de volgende tabel:
| Maand      | Jan | Feb | Maa | Apr | Mei | Jun | Jul | Aug | Sep | Okt | Nov | Dec |
| Maandgetal | 0   | 3   | 3   | 6   | 1   | 4   | 6   | 2   | 5   | 0   | 3   | 5   |

Januari begint met 0 en heeft 31 dagen, 31 mod 7 = 3, daarom heeft februari 3 + 0 = 3.

Februari heeft 28 dagen, 28 mod 7 = 0, dus maart begint met 3 + 0 = 3.

Maart heeft 31 dagen, 31 mod 7 = 3, dus april begint met 3 + 3 = 6. 

April heeft 30 dagen, 30 mod 7 = 2, dus mei zou beginnen met 6 + 2 = 8, echter 8 mod 7 = 1, dus mei begint met 1.

Enzovoort.
3) Het jaargetal uit de volgende tabel:
| Jaargetal | 0  | 1  | 2  | 3  | 5  | 6  | 0  | 1  | 3  | 4  | 5  | 6  | 1  | 2  | 3  | 4  | 6  | 0  | 1  | 2  | 4  | 5  | 6  | 0  | 2  | 3  | 4  | 5  |
| Jaar      | 00 | 01 | 02 | 03 | 04 | 05 | 06 | 07 | 08 | 09 | 10 | 11 | 12 | 13 | 14 | 15 | 16 | 17 | 18 | 19 | 20 | 21 | 22 | 23 | 24 | 25 | 26 | 27 |
| Jaar      | 28 | 29 | 30 | 31 | 32 | 33 | 34 | 35 | 36 | 37 | 38 | 39 | 40 | 41 | 42 | 43 | 44 | 45 | 46 | 47 | 48 | 49 | 50 | 51 | 52 | 53 | 54 | 55 |
| Jaar      | 56 | 57 | 58 | 59 | 60 | 61 | 62 | 63 | 64 | 65 | 66 | 67 | 68 | 69 | 70 | 71 | 72 | 73 | 74 | 75 | 76 | 77 | 78 | 79 | 80 | 81 | 82 | 83 |
| Jaar      | 84 | 85 | 86 | 87 | 88 | 89 | 90 | 91 | 92 | 93 | 94 | 95 | 96 | 97 | 98 | 99 |    |    |    |    |    |    |    |    |    |    |    |    |

Het jaargetal is voor elk volgend jaar 1 hoger, behalve bij een schrikkeljaar, dan komt er 2 bij. In plaats van 7 wordt vanwege mod 7 weer 0 geschreven.
Deze cyclus herhaalt zich elke 28 jaar. 1928 is dus, wat het het jaargetal betreft, gelijk aan 1956 en 1984.
4) Het eeuwgetal:
Het eeuwgetal voor de gregoriaanse kalender is:
- 0 voor alle jaartallen van de vorm 15.., 19.., 23..
- 6 voor alle jaartallen van de vorm 16.., 20.., 24..
- 4 voor alle jaartallen van de vorm 17.., 21.., 25..
- 2 voor alle jaartallen van de vorm 18.., 22.., 26..

De cyclus van 400 jaren in de kalender heeft 146.097 dagen en dat is door 7 deelbaar (146.097 mod 7 = 0). De dagen van de week herhalen zich daardoor ook elke 400 jaar. Het jaar 2006 heeft dus dezelfde dagen van de week als het jaar 1606, maar ook 2406, 2806 enz.
Voor de juliaanse kalender is het eeuwgetal (25-nn) mod 7.
5) Het getal -1 als de datum in  januari of februari van een schrikkeljaar valt.
Het resultaat van de berekening modulo 7 levert de dag van de week:
| 0  | 1  | 2  | 3  | 4  | 5  | 6  |
| zo | ma | di | wo | do | vr | za |

## Voorbeelden
De bestorming van de Bastille: 14 juli 1789
1. dag 14
2. juli geeft met de maandtabel het getal 6
3. ..89 geeft met de jaartabel het getal 6
4. 17.. geeft met de eeuwtabel het getal 4
5. geen correctie voor een schrikkeljaar, dus 0

Dus (14+6+6+4+0) mod 7 = 30 mod 7 = 2. Deze gebeurtenis vond op een dinsdag plaats.
Laatste dag van de juliaanse kalender: 4 oktober 1582
1. dag 4
2. oktober geeft 0
3. ..82 geeft 4
4. 15.. geeft 3
5. geen schrikkeljaarcorrectie: 0

(4+0+4+3+0) mod 7 = 4: donderdag
Eerste dag van de gregoriaanse kalender: 15 oktober 1582
1. dag 15
2. oktober geeft 0
3. ..82 geeft 4
4. 15.. geeft 0
5. geen schrikkeljaarcorrectie: 0

(15+0+4+0+0) mod 7 = 5: vrijdag

## Doomsdayregel
Binnen één jaar vallen 4-4, 6-6, 8-8, 10-10, 12-12, 5-9, 9-5, 7-11, 11-7 en de laatste dag van februari altijd op dezelfde dag van de week. Deze wordt de doomsday van het betreffende jaar genoemd (2022: maandag; 2023: dinsdag; 2024: donderdag; 2025: vrijdag). Een datum die op de doomsday van het betreffende jaar valt wordt ook een doomsday genoemd. Een dagmaandcombinatie (datum zonder jaartal) in de maanden maart t/m december is in elk jaar hetzelfde aantal dagen (0 t/m 6) na een doomsday. Bij een dagmaandcombinatie in de maanden januari en februari is dit aantal verschillend voor een gewoon jaar en een schrikkeljaar. Zo is bijvoorbeeld 3-1 van een gewoon jaar en 4-1 van een schrikkeljaar een doomsday. Om dit onderscheid te vermijden kan men de dagen van januari en februari ook relateren aan de doomsday van het vorige jaar. Zo valt bijvoorbeeld 2-1 van elk jaar op de doomsday van het vorige jaar en begint elk jaar dus op de dag van de week vóór de doomsday van het vorige jaar.
Als men de doomsday voor bijvoorbeeld het huidige jaar onthoudt kan men daaruit voor een willekeurige datum in hetzelfde jaar de dag van de week bepalen. Voor een ander jaar kan men de doomsday bepalen doordat hij, net als boven bij het jaargetal, elk jaar één dag later is, behalve in een schrikkeljaar, dan is hij twee dagen later. In de periode 1900–2099 herhaalt de serie zich elke 28 jaar. Men kan daarin ook met stappen van 4 jaar rekenen, daarbij gaat men steeds twee dagen terug (en bij een stap van 12 jaar dus een dag vooruit).
De doomsday van een jaar is 
{\displaystyle \left({\text{jaar}}+\left\lfloor {\frac {\text{jaar}}{4}}\right\rfloor -\left\lfloor {\frac {\text{jaar}}{100}}\right\rfloor +\left\lfloor {\frac {\text{jaar}}{400}}\right\rfloor \right){\bmod {7}}}
dagen na de dinsdag.
De doomsday van een jaar 20xx is 
{\displaystyle \left({\text{xx}}+\left\lfloor {\frac {\text{xx}}{4}}\right\rfloor \right){\bmod {7}}}
dagen na de dinsdag.
De doomsday van een jaar 19xx is 
{\displaystyle \left({\text{xx}}+\left\lfloor {\frac {\text{xx}}{4}}\right\rfloor \right){\bmod {7}}}
dagen na de woensdag.
| ma   | di   | wo   | do   | vr   | za   | zo   | ma   | di   | wo   | do   | vr   | za   | zo   |
| ---- | ---- | ---- | ---- | ---- | ---- | ---- | ---- | ---- | ---- | ---- | ---- | ---- | ---- |
| 1898 | 1899 | 1900 | 1901 | 1902 | 1903 | →    | 1904 | 1905 | 1906 | 1907 | →    | 1908 | 1909 |
| 1910 | 1911 | →    | 1912 | 1913 | 1914 | 1915 | →    | 1916 | 1917 | 1918 | 1919 | →    | 1920 |
| 1921 | 1922 | 1923 | →    | 1924 | 1925 | 1926 | 1927 | →    | 1928 | 1929 | 1930 | 1931 | →    |
| 1932 | 1933 | 1934 | 1935 | →    | 1936 | 1937 | 1938 | 1939 | →    | 1940 | 1941 | 1942 | 1943 |
| →    | 1944 | 1945 | 1946 | 1947 | →    | 1948 | 1949 | 1950 | 1951 | →    | 1952 | 1953 | 1954 |
| 1955 | →    | 1956 | 1957 | 1958 | 1959 | →    | 1960 | 1961 | 1962 | 1963 | →    | 1964 | 1965 |
| 1966 | 1967 | →    | 1968 | 1969 | 1970 | 1971 | →    | 1972 | 1973 | 1974 | 1975 | →    | 1976 |
| 1977 | 1978 | 1979 | →    | 1980 | 1981 | 1982 | 1983 | →    | 1984 | 1985 | 1986 | 1987 | →    |
| 1988 | 1989 | 1990 | 1991 | →    | 1992 | 1993 | 1994 | 1995 | →    | 1996 | 1997 | 1998 | 1999 |
| →    | 2000 | 2001 | 2002 | 2003 | →    | 2004 | 2005 | 2006 | 2007 | →    | 2008 | 2009 | 2010 |
| 2011 | →    | 2012 | 2013 | 2014 | 2015 | →    | 2016 | 2017 | 2018 | 2019 | →    | 2020 | 2021 |
| 2022 | 2023 | →    | 2024 | 2025 | 2026 | 2027 | →    | 2028 | 2029 | 2030 | 2031 | →    | 2032 |
| 2033 | 2034 | 2035 | →    | 2036 | 2037 | 2038 | 2039 | →    | 2040 | 2041 | 2042 | 2043 | →    |
| 2044 | 2045 | 2046 | 2047 | →    | 2048 | 2049 | 2050 | 2051 | →    | 2052 | 2053 | 2054 | 2055 |
| →    | 2056 | 2057 | 2058 | 2059 | →    | 2060 | 2061 | 2062 | 2063 | →    | 2064 | 2065 | 2066 |
| 2067 | →    | 2068 | 2069 | 2070 | 2071 | →    | 2072 | 2073 | 2074 | 2075 | →    | 2076 | 2077 |
| 2078 | 2079 | →    | 2080 | 2081 | 2082 | 2083 | →    | 2084 | 2085 | 2086 | 2087 | →    | 2088 |
| 2089 | 2090 | 2091 | →    | 2092 | 2093 | 2094 | 2095 | →    | 2096 | 2097 | 2098 | 2099 | 2100 |

De doomsday is:
- maandag in een gewoon jaar dat begint op zaterdag en een schrikkeljaar dat begint op vrijdag
- dinsdag in een gewoon jaar dat begint op zondag en een schrikkeljaar dat begint op zaterdag
- woensdag in een gewoon jaar dat begint op maandag en een schrikkeljaar dat begint op zondag
- donderdag in een gewoon jaar dat begint op dinsdag en een schrikkeljaar dat begint op maandag
- vrijdag in een gewoon jaar dat begint op woensdag en een schrikkeljaar dat begint op dinsdag
- zaterdag in een gewoon jaar dat begint op donderdag en een schrikkeljaar dat begint op woensdag
- zondag in een gewoon jaar dat begint op vrijdag en een schrikkeljaar dat begint op donderdag

## Relatie tussen het jaargetal en de doomsday
In de 21ste eeuw is voor een dag in maart t/m december de dag plus het maandgetal plus het eeuwgetal voor een doomsday 2 (modulo 7), dus voor het bepalen van de doomsday van een jaar nemen we het bovengenoemde jaargetal plus 2. Voor de 20ste eeuw nemen we het jaargetal plus 3.